# 九龍ジョー
九龍 ジョー（クーロン ジョー、1976年 - ）は、日本のライター、編集者。本名、梅山景央（うめやま あきお）。東京都渋谷区出身。

## 人物・来歴
横浜市立大学商学部卒業。テレビ番組制作会社、築地市場鮮魚仲卸、IT系広告代理店などを経て、出版業界へ。過去に、コアマガジンで「@BUBKA」「実話マッドマックス」編集部、太田出版で「hon-nin」「Quick Japan」編集部に所属。
並行して2004年よりライター活動を開始。主にポップカルチャーや伝統芸能について執筆。書籍編集者としても数多くの単行本、コミック、写真集などを手がけている。
第57回ギャラクシー賞テレビ部門フロンティア賞を受賞したYouTubeチャンネル『神田伯山ティービィー』をはじめとして、中村壱太郎、日本俳優協会などのYouTubeチャンネルの監修も務めている。時代村プロデューサーでもある。

## 著書

### 単著
- 『メモリースティック　ポップカルチャーと社会をつなぐやり方』 DU BOOKS、2015年2月 ISBN 978-4907583378
- 『伝統芸能の革命児たち』 文藝春秋、2020年11月 ISBN 978-4163912998

### 共著
- 『遊びつかれた朝に　10年代インディ・ミュージックをめぐる対話』（磯部涼との共著）Pヴァイン<ele-king books>、2014年4月 ISBN 978-4907276119

### 編集・構成など
- ビートたけし『やっぱ志ん生だな！』（2018年6月、フィルムアート社） - 構成

## 出演

### テレビ
- サンデージャポン（2023年5月21日、TBSテレビ）- 市川猿之助（4代目）家族心中未遂事件の解説者として

### ラジオ
- 小痴楽のシブラジ（2022年8月28日、NHKラジオ第一）- 聞き手
- 小痴楽の楽屋ぞめき（2023年4月16日 - NHKラジオ第一）- レギュラーゲスト（月一回出演）